# هیتومی
هیتومی (انگلیسی: Hitomi؛ زادهٔ ۲۶ ژانویهٔ ۱۹۷۶) خواننده و ترانه‌سرای ژاپنی است.